# Prionosciadium thapsoides
Prionosciadium thapsoides là một loài thực vật có hoa trong họ Hoa tán. Loài này được (DC.) Mathias miêu tả khoa học đầu tiên năm 1936.